# Memorial Van Damme
Memorial Van Damme är en årlig friidrottstävling på Kung Baudouin-stadion i Bryssel som ingår i IAAF:s Diamond League. Tävlingen startade för första gången 1977 och är namngiven efter den belgiske friidrottaren Ivo Van Damme. 

## Världsrekord
Fram till och med år 2007 har 13 världsrekord noterats på Memorial Van Damme. Bland världsrekorden märks:
- 2004 - Jelena Isinbajeva, stavhopp
- 2004 - Saif Saaeed Shaheen, 3 000 meter hinder
- 2005 - Kenenisa Bekele, 10 000 meter